# Skadi
Skadi (en vieux norrois : Skaði), également connue sous les noms de Skade ou Skathi, est une divinité nordique (géante du groupe des Aesir), déesse associée à la montagne, la chasse à l'arc, l'hiver.
Elle est la fille du géant Thjazi et femme du dieu Vane Njörd.
Elle est aussi citée comme femme de Ull, dieu associé à la chasse et à l'hiver.

## Étymologie
Son nom en vieux norrois est Skaði et pourrait être à l'origine du nom de la Sca(n)dinavie (Skaðin-auja), qui signifierait « île de Skadi », ou encore « territoire protégé par Skadi ».
À l'inverse, Dumézil pense que le nom de Skadi serait issu du nom de la région Scandinavie, le premier élément, Skandin référant plutôt à l'obscurité. Il met de plus en parallèle la déesse Ériu, déesse souveraine et personnifiant l'Irlande, dont le nom selon les textes viendrait d’Irlande plutôt que l'inverse.
Alternativement, Skaði peut être connecté au nom vieux norrois skaði (« nuire »), source de l'islandais skaði (« nuire, endommager ») et apparenté à l'anglais (un)scathe (« (indemne), cinglant »)[réf. à confirmer].

## Référence dans les textes

### LesSkáldskaparmál
On parle de Skadi dès le premier chapitre des Skáldskaparmál. Elle joue un rôle dans l'histoire de l'enlèvement d'Idunn par son père.
Lors d'une expédition d'Odin, Loki et Hœnir, le géant Thjazi sous sa forme d'aigle capture Loki et l'emmène dans les airs. Il lui fait jurer de faire sortir d'Ásgard la déesse Idunn et ses pommes, qui confèrent la jeunesse éternelle. Loki accepte et une fois rentré en Asgard, il attire Idunn dans une forêt, où il dit avoir trouvé des pommes semblables aux siennes et qu'il faudrait les comparer. Thjazi arrive alors sous forme d'aigle et enlève Idunn jusqu'à Thrymheim.
Les dieux le découvrirent et surent que Loki avait fait capturer Idunn. Ils furent très en colère, car ils devenaient vieux sans les pommes de jouvence, et ils menacèrent Loki de mort. Il prit peur et jura de ramener Idunn. Freyja lui prête alors sa forme de faucon, sous laquelle il vole jusqu'à Thrymheim, et profite de l'absence de Thjazi pour enlever Idunn, qu'il a transformé en noix. Mais Thjazi s'en aperçoit en rentrant chez lui, et se transforme en aigle pour poursuivre Loki. Les Ases voyant alors revenir Loki poursuivi par Thjazi, forment des tas de bois aux portes d'Asgard, et une fois que Loki s'est posé, y mettent le feu, de sorte qu'il brûle les plumes de Thjazi et que celui-ci chute à l'intérieur des grilles d'Asgard. Il est alors mis à mort par les dieux.
À la suite de la mort de son père, Skadi prend les armes et marche contre Asgard. En réconciliation, les Ases lui proposent de l'or, mais elle refuse. Elle obtient cependant d'autres choses en compensation : on lui proposa de se choisir un époux parmi les Ases, mais elle ne pouvait le choisir qu'en regardant ses pieds. Ils se cachent donc tous derrière un rideau en ne laissant apparaître que ceux-ci. Elle en voit alors une paire extrêmement belle, et déclara : « C'est celui-là que je choisis, il ne doit pas y avoir grand-chose de laid dans Baldr » (le dieu de la beauté, la jeunesse, la lumière et l'amour). Mais il s'agit en fait de Njörd de Nóatún.
Elle demande de plus quelque chose qui lui semble impossible : la faire rire. Loki attache alors ses propres bourses à la barbe d'une chèvre et chacun tira alors tout à tour sur la corde en criant, ce qui fit rire la géante. Cette image transpose l'allumage d'un feu par un dispositif d'ignitérébration (sur Loki-feu, voir Jean Haudry, Le feu dans la tradition indo-européenne, Archè éd.). 
Enfin, en guise de dernière compensation, Odin prend les yeux de Thjazi, les lance au ciel et en fait deux étoiles.

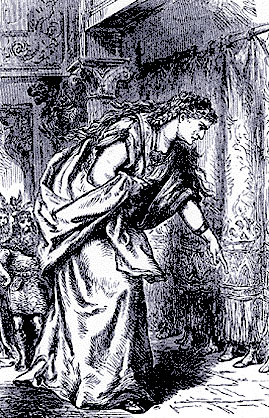
Skadi se choisit un époux parmi les dieux d'après leurs pieds.
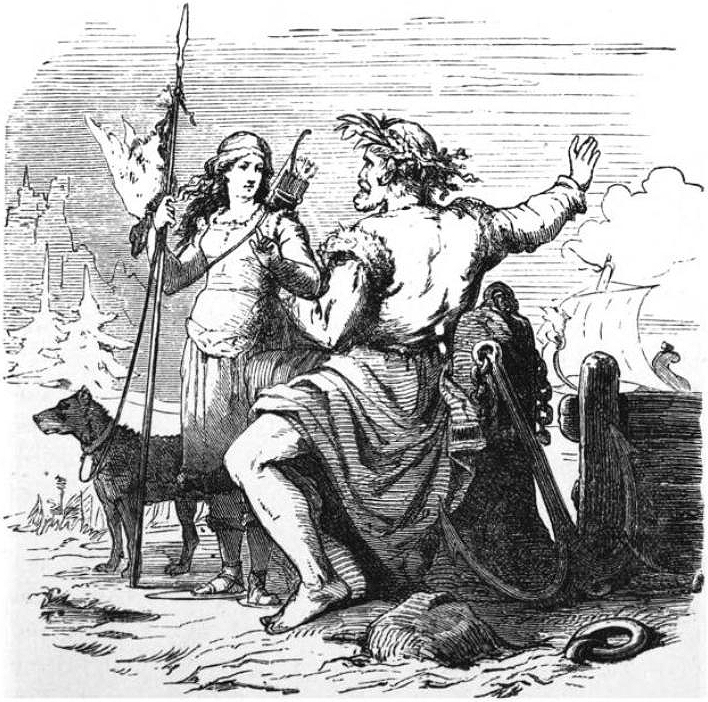
Skadi et Njörd en route pour Nóatún.

### LaGylfaginning

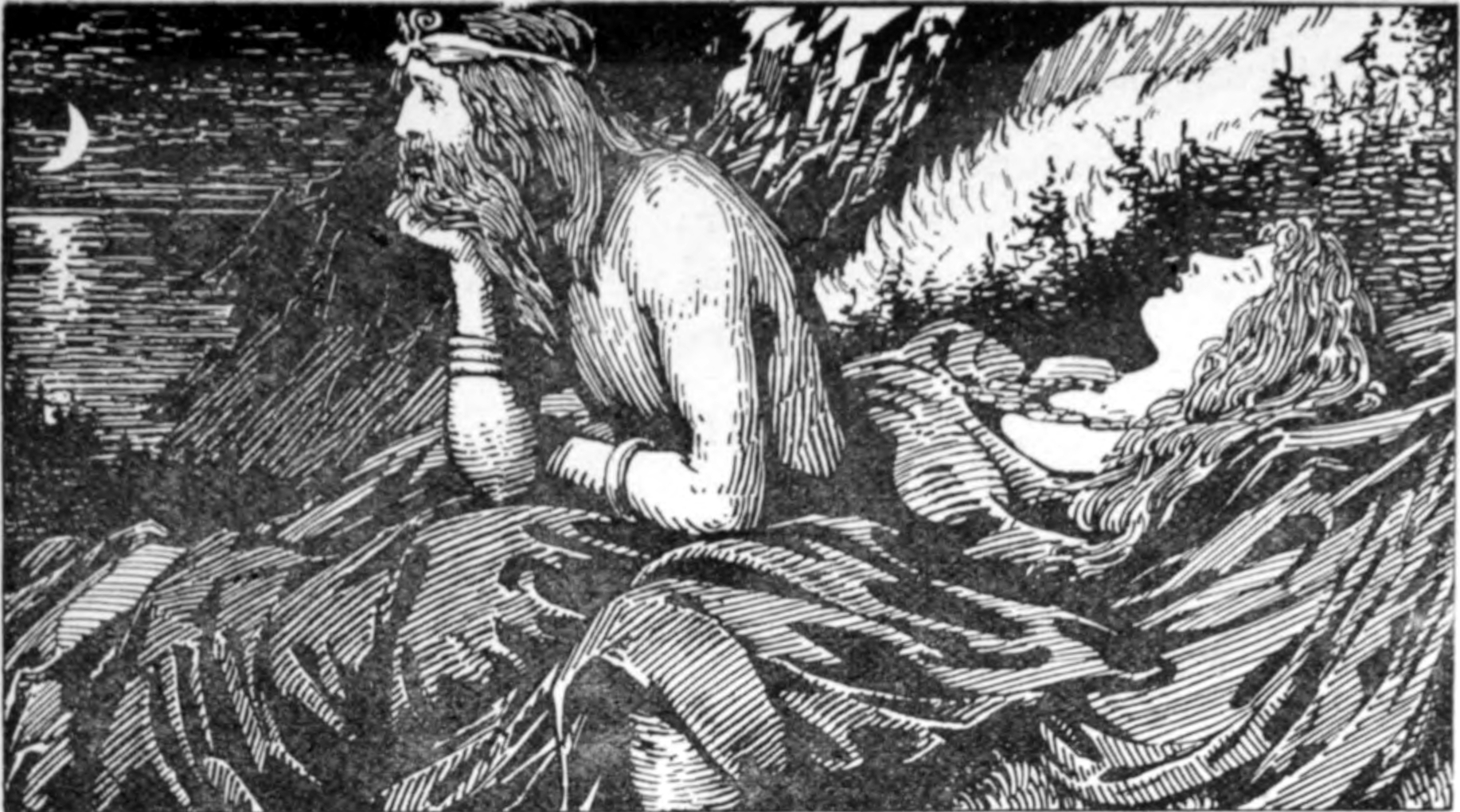
Njörd voulant vivre à la mer, W. G. Collingwood, 1908.

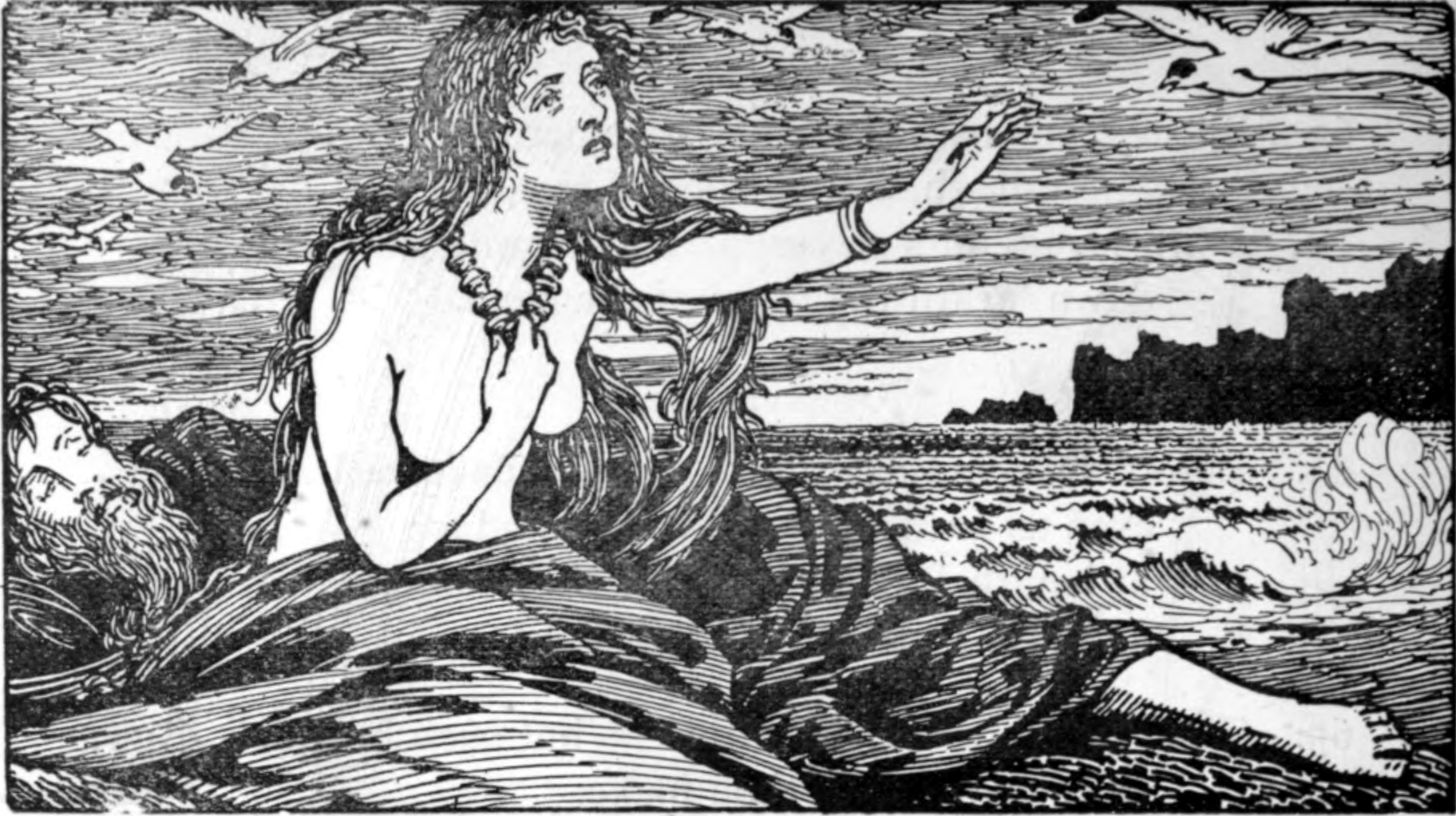
Skadi voulant vivre à la montagne, W. G. Collingwood, 1908.

Le chapitre 23 de la Gylfaginning parle du dieu Njörd de Nóatún ainsi que de sa femme Skadi. Njörd est maître du vent, de la mer ainsi que du feu. Sa demeure, Nóatún est au bord de la mer. Skadi quant à elle aimerait vivre dans la demeure de son père, à Thrymheim, dans les montagnes du Jötunheim d'où elle vient.
Pour choisir s'ils vivront à la mer ou à la montagne, ils décidèrent de dormir neuf nuits à Thrymheim puis trois nuits à Nóatún. À leur retour, Njörd déclare :

« Haïssables me sont les montagnes
Je ne fus pas longtemps là-bas,
Neuf nuits seulement.
Le hurlement des loups
Me faisait horreur,
Comparé au chant des cygnes. »

Alors Skadi répondit :

« Dormir je ne pus
Sur les rives de la mer
À cause du cri des oiseaux.
Elle m'éveille
Venant du large
Chaque matin, la mouette. »

Ils décidèrent alors de passer six mois de l'année à la montagne et six mois à la mer.
De plus, au chapitre 50 du même ouvrage, Skadi participe au châtiment qui est imposé à Loki en punition d'avoir tué Baldr et de ne pas avoir permis qu'il revienne de Hel. Les dieux prirent trois pierres plates et percèrent des trous dans chacune d'entre elles. Alors ils saisirent les fils de Loki, Vali et Narfi, transformèrent Vali en loup et celui-ci déchira son frère. Avec ses boyaux, ils attachèrent Loki aux pierres, l'une placée sous ses épaules, la deuxième sous ses reins et la dernière sous ses jarrets, et ses liens devinrent alors de fer. Alors Skadi prit un serpent venimeux et l'attacha au-dessus le Loki de sorte que le venin lui dégouttât sur le visage. Mais sa femme, Sigyn, porte une bassine au-dessus de son visage pour récolter le venin. Cependant, quand la bassine est pleine, elle doit aller la vider, et pendant ce temps, le venin goutte sur le visage de Loki. Il tressaille alors si violemment que la Terre tout entière en tremble, et c'est de cela que viennent les tremblements de terre. Il restera attaché jusqu'au Crépuscule des Dieux.
La raison pour laquelle ce fut Skadi plutôt qu'une autre divinité qui accomplit cet acte réside peut-être dans sa volonté de venger son père et peut-être aussi dans son inclination pour Baldr.

### LaLokasenna
Loki se vante auprès de Skadi d'avoir été « le premier et le plus ardent » lors de l'attaque de son père par les Ases (strophe 50).

## Famille

### Mariage et enfants
Selon les versions des différentes sagas, elle se marie avec Njörd ou encore Ull.
D'une autre union avec le dieu Odin, elle eut de nombreux fils, dont :
- Sæming ;
- Sigrlami.

## Dans la culture populaire
Un des satellites naturels de Saturne (la lune Skathi) ainsi que l'un des montes de Vénus (le Skadi Mons) sont nommés ainsi d'après la déesse.